# Florida Parishes
Die Florida Parishes (französisch Paroisses de Floride) sind eine Region in Louisiana, die aus Gebieten des ehemaligen Westflorida besteht. Sie umfasst folgende Parishes:
- East Baton Rouge Parish
- East Feliciana Parish
- West Feliciana Parish
- Livingston Parish
- St. Helena Parish
- St. Tammany Parish
- Tangipahoa Parish
- Washington Parish

Die Region hatte bei der Volkszählung im Jahr 2000 eine Einwohnerzahl von 887.444 auf 12.134,57 Quadratkilometern, woraus sich eine Bevölkerungsdichte von 73 Einwohnern pro Quadratkilometer ergab. 

## Größte Orte
Neben Baton Rouge als einziger Großstadt mit 227.017 Einwohnern (2000) gibt es noch einige Mittelstädte (Einwohnerzahl 2000 in Klammern):
- Slidell (27.087)
- Hammond (17.639)
- Shenandoah (17.070)
- Baker (13.793)
- Bogalusa (13.365)
- Zachary (11.275)
- Mandeville (10.489)
- Merrydale (10.427)

## Geschichte

Die „Bonnie Blue Flag“

1810 war die Region für kurze Zeit Teil der Republik Westflorida, deren Flagge die so genannte Bonnie Blue Flag war. Später wurde das Gebiet Teil des Orleans-Territoriums.